# Cuna de la civilización
El término cuna de la civilización hace referencia a los sitios donde, según los datos arqueológicos, se entiende que surgió la civilización. Existe consenso en que no hubo una única "cuna", sino que varias civilizaciones se desarrollaron de forma independiente, siendo muy probablemente las del Creciente Fértil (Mesopotamia y el antiguo Egipto) las más antiguas. Otras civilizaciones también surgieron en Asia entre las culturas situadas a lo largo de los valles de los grandes ríos, tales como en la llanura indogangética en el subcontinente indio y las zonas aledañas al río Amarillo en China. Los especialistas poseen distintas opiniones sobre si existió una influencia significativa entre las primeras civilizaciones del Cercano Oriente y las de Asia oriental. Los estudiosos aceptan que la civilización caral del Perú actual, y las civilizaciones de Mesoamérica, principalmente en las zonas actualmente ocupadas por México y Centroamérica surgieron independientemente de las de Eurasia.
Los académicos han definido el concepto de civilización basándose en varios criterios, tales como el uso de la escritura, la existencia de ciudades, la existencia de una sociedad basada en clases, la práctica de la agricultura, la cría de animales, la existencia de edificios públicos, el dominio de la metalurgia y el uso de arquitectura monumental, características generalmente derivadas de la Revolución Neolítica. El término se ha aplicado con frecuencia a una variedad de culturas y áreas; en particular, el antiguo calcolítico del Cercano Oriente (período de Ubaid) y la Medialuna Fértil, la antigua India y China. También se ha aplicado a la antigua Anatolia, el Levante y la meseta iraní, y se usa para referirse a predecesores de la cultura, como la Antigua Grecia como predecesora de la civilización occidental, incluso cuando tales sitios no se entienden como un desarrollo independiente de la civilización, así como dentro de la retórica nacional. 
Si la escritura se toma como un requisito previo para la civilización, la primera "cuna" es el Egipto dinástico temprano y Sumer (Jemdet Nasr).

## Uso del término
El concepto ha sido objeto de debate. El uso figurativo de cuna para referirse a la región o lugar donde cualquier cosa es acogida en su primera etapa, ha sido atribuido por el Oxford English Dictionary a Edmund Spenser (1590). La Histoire Ancienne de Charles Rollin considera a «Egipto que sirvió a primeras de cuna de la nación sacra».
El término juega un cierto rol en el misticismo nacional, así como en movimientos nacionalistas, como en el nacionalismo indio (En Busca de la Cuna de la Civilización 1995) o el taiwanés (Taiwan;— The Cradle of Civilization 2002). También aparece en la pseudohistoria esotérica, tal como el Libro de Urantia.

## Auge de la civilización
Los primeros indicios de procesos que conducirían a la cultura sedentaria pueden verse en el Levante unos 12 000 años antes de Cristo, cuando la cultura natufiense se volvió sedentaria; evolucionó hasta ser una sociedad agrícola hacia el 10 000 a. C. Un papel destacado ocupa la importancia de disponer de  un suministro de agua abundante y estable, que provea las condiciones favorables para recursos de la caza, pesca, y recolección incluyendo cereales, lo cual habilitó el desarrollo de una economía de amplio espectro inicial que desencadenó la creación de aldeas permanentes.
Los asentamientos proto-urbanos más tempranos con varios miles de habitantes emergieron en el Neolítico. Las primeras ciudades que acogieron decenas de miles de habitantes fueron Menfis y Uruk, allá por el siglo XXXI a. C. (véase Población estimada de ciudades históricas).
Los hechos históricos se separan de los prehistóricos cuando «los registros del pasado empiezan a ser guardados para el beneficio de generaciones futuras»―en forma escrita u oral. Si el auge de la civilización es tomado para coincidir con el desarrollo de la escritura a partir de la protoescritura, el calcolítico del Oriente próximo, el periodo transicional entre el Neolítico y la Edad del Bronce durante el cuarto milenio a. C., y el período Harappa en el Valle del Indo de Asia Meridional hacia el 3300 a. C. son las incidencias más antiguas, seguidas por la protoescritura china evolucionando hacia la escritura en huesos oraculares, y de nuevo por la emergencia de los sistemas de escritura de Mesoamérica hacia el 900 a.C.
En ausencia de documentos escritos, la mayoría de los aspectos del albor de las primeras civilizaciones corresponden al resultado de evaluaciones arqueológicas que documentan el desarrollo de las instituciones formales y de la cultura material. Gordon Childe definió el desarrollo de la civilización como el resultado de dos revoluciones sucesivas: la Revolución Neolítica, que dio paso al desarrollo de comunidades asentadas, y la Revolución Urbana, la cual marcó una tendencia caracterizada por asentamientos densos, grupos ocupacionales especializados, clases sociales, explotación de excedentes, construcciones monumentales públicas y la escritura. Pocas de esas condiciones, sin embargo, son indiscutidas por los registros: no existen confirmación de la existencia de ciudades densas en el Reino Antiguo de Egipto y las ciudades tuvieron una población dispersa en el área Maya; los Incas carecían de escritura aunque podían conservar registros en quipus los cuales quizás hayan tenido también usos literarios; y a menudo la arquitectura monumental precedía cualquier indicación de asentamientos de aldeas. Más que una sucesión de eventos y precondiciones, el comienzo del auge de la civilización puede considerarse como un proceso acelerado que empezó con la práctica de agricultura incipiente y culminó en la Edad del Bronce Oriental.

## Cunas únicas o múltiples
Las primeras teorías de los estudiosos apuntaban a que la civilización comenzó en el Creciente Fértil y se extendió desde allí. Sin embargo en la actualidad los estudiosos creen que las civilizaciones surgieron independientemente en varios lugares de ambos hemisferios. Se ha observado que los desarrollos socioculturales se produjeron a lo largo de diferentes marcos temporales. Las comunidades "sedentarias" y "nómadas" siguieron interactuando de manera considerable; y no estaban divididas de manera estricta en grupos culturales muy diferentes. El concepto de cuna de la civilización se centra en el lugar donde los habitantes llegaron a construir ciudades, a crear sistemas de escritura, a experimentar con técnicas de fabricación de cerámica y uso de metales, a domesticar animales y a desarrollar estructuras sociales complejas que implicaban sistemas de clases.
Los estudiosos identifican generalmente seis áreas en las que la civilización surgió de forma independiente:
- El Creciente Fértil, incluyendo la Mesopotamia (valle del Tigris y el Éufrates) y el Levante mediterráneo
- El valle del Nilo
- La llanura indogangética
- La llanura del Norte de China
- La Costa del Golfo de Mesoamérica
- Las Civilizaciones andinas

Una cuestión que intriga a los estudiosos es por qué las civilizaciones prístinas surgieron cuando y donde lo hicieron. Las economías de todas las civilizaciones prístinas dependían de la agricultura, con la posible excepción de la civilización de la costa andina, que puede haber dependido inicialmente tanto o más de los recursos marinos. Jared Diamond postula que la razón por la que el Creciente Fértil fue la primera civilización fue que las plantas de grandes semillas y fácilmente domesticables (trigo y cebada, entre otras) y los grandes animales domesticables (ganado vacuno, cerdos, ovejas, caballos) eran nativos de la región. En cambio, en Mesoamérica se necesitaron miles de años de cría selectiva para que el maíz fuera lo suficientemente productivo como para ser un cultivo básico. Mesoamérica también carecía de animales domésticos grandes. Las llamas eran el único animal grande y domesticable en los Andes de Sudamérica. Las llamas son lo suficientemente grandes para ser animales de carga, pero no para ser montadas o utilizadas como animales de tiro. Australia carecía tanto de plantas fácilmente domesticables como de animales grandes.

## Cunas de civilización

### Creciente Fértil

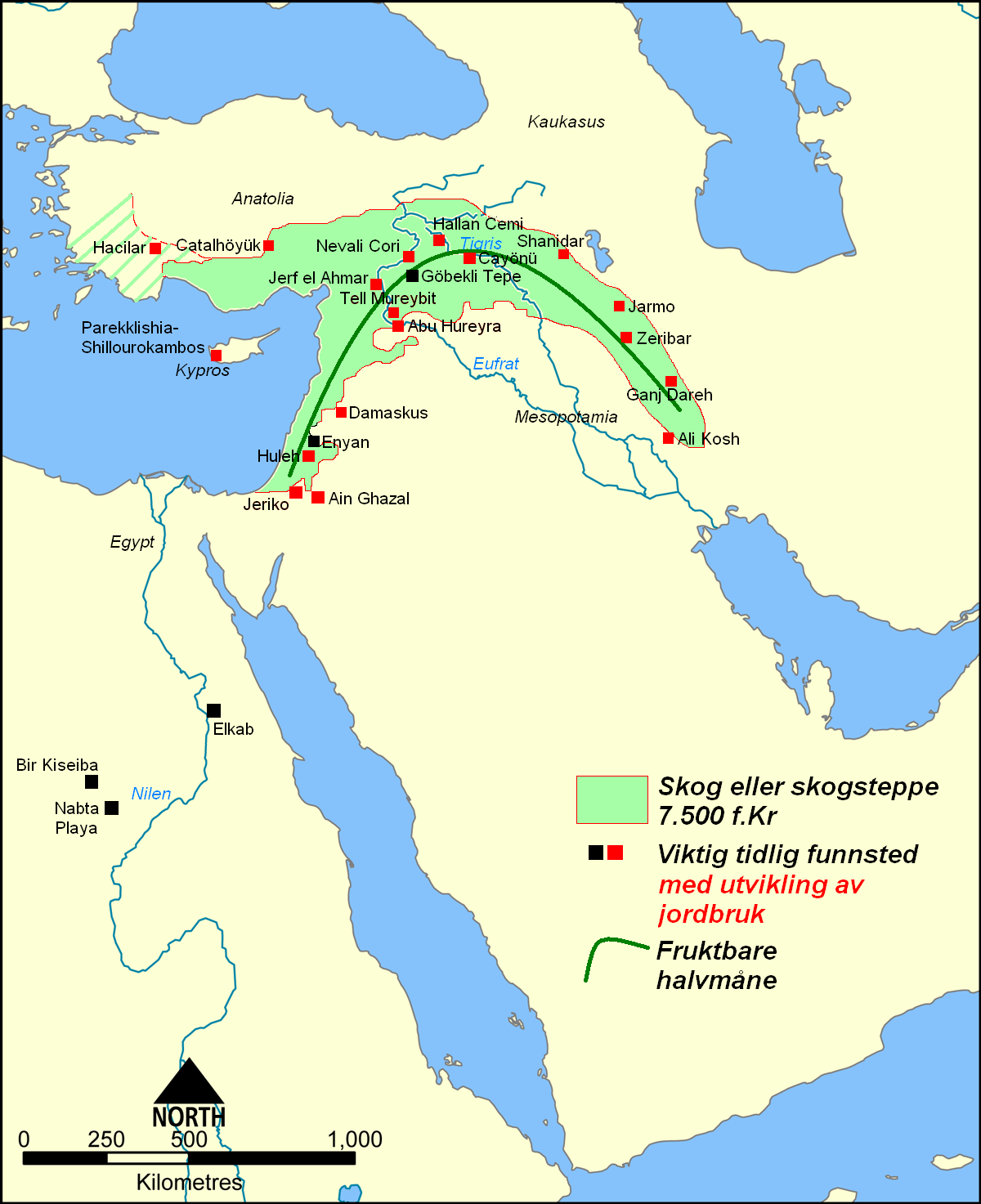
El Creciente Fértil en el año 7500 a. C.. Los cuadrados rojos designan aldeas agrícolas.

El Creciente Fértil de 7500 a. C. era un arco de tierra montañosa en el suroeste de Asia que se extiende desde partes de los modernos Palestina e Israel a través de Líbano, Siria, Jordania, Turquía e Irak hasta los Montes Zagros en Irán. Fue una de las zonas más antiguas del mundo en las que se practicó la agricultura y probablemente la zona más antigua del mundo en la que existieron pueblos agrícolas sedentarios. Hacia el 10, 200 a. C. aparecieron en el Creciente Fértil las primeras culturas Neolíticas plenamente desarrolladas pertenecientes a las fases Neolítico Prealfarero A (PPNA) y Neolítico Prealfarero B (7600 a 6000 a. C.) y desde allí se extendieron hacia el este, hacia el Sur de Asia y hacia el oeste, hacia Europa y Norte de África. Uno de los asentamientos PPNA más notables es Jericó, Palestina, que se cree que es la primera ciudad del mundo (asentada alrededor del 9600 a. C. y fortificada alrededor del 6800 a. C.).
Las teorías y descubrimientos actuales identifican el Creciente Fértil como la primera y más antigua cuna de la civilización. Ejemplos de yacimientos en esta zona son el Neolítico temprano de Göbekli Tepe (9500-8000 a. C.) y Çatalhöyük (7500-5700 a. C.).

#### Mesopotamia

Mayores ciudades sumerias durante el periodo Ubaid.

En la Mesopotamia (región que abarca el actual Irak y las regiones limítrofes del sureste de Turquía, el noreste de Siria y el noroeste de Irán), la confluencia de los ríos Tigris y Éufrates produjo un rico suelo fértil y un suministro de agua para el riego. Las culturas neolíticas surgieron en la región a partir del 8000 a. C. Las civilizaciones que surgieron en torno a estos ríos son las primeras civilizaciones sedentarias conocidas, sociedades agrarias. Es por ello que la región del Creciente Fértil, y Mesopotamia en particular, suelen denominarse la cuna de la civilización. El periodo conocido como periodo Ubaid (c. 6500 a 3800 a. C.) es el más antiguo conocido en la llanura aluvial, aunque es probable que existan periodos anteriores ocultos bajo las capas aluvionales. Fue durante el periodo Ubaid cuando comenzó el movimiento hacia la urbanización. La agricultura y la ganadería se practicaban ampliamente en las comunidades sedentarias, sobre todo en el norte de Mesopotamia (más tarde Asiria), y en el sur comenzó a practicarse la agricultura hidráulica intensiva de regadío.
Hacia el 6000 a. C., comenzaron a aparecer asentamientos neolíticos por todo Egipto. Estudios basados en morfológica, genética, y datos arqueológicos han atribuido estos asentamientos a emigrantes procedentes del Creciente Fértil en Oriente Próximo que llegaron a Egipto y al norte de África durante la Revolución Neolítica Egipcia y Norteafricana y llevaron la agricultura a la región. Tell el-'Oueili es el yacimiento sumerio más antiguo asentado durante este período, alrededor del 5400 a. C., y la ciudad de Ur también data por primera vez de finales de este período. En el sur, el período Ubaid duró desde alrededor de 6500 a 3800 a. C.
La civilización sumeria cuajó en el posterior período de Uruk (4000 a 3100 a. C.). Llamado así por la ciudad sumeria de Uruk, este periodo vio el surgimiento de la vida urbana en Mesopotamia y, durante su última fase, la aparición gradual de la escritura cuneiforme. La protoescritura en la región data de alrededor del 3800 a. C., con los textos más antiguos datados en el 3300 a. C.; la escritura cuneiforme temprana surgió en el 3000 a. C.. También fue durante este periodo cuando la pintura en cerámica decayó al empezar a popularizarse el cobre, junto con los sellos cilíndricos.  Las ciudades sumerias durante el período de Uruk eran probablemente teocráticas y lo más probable es que estuvieran dirigidas por un rey-sacerdote (ensi), asistido por un consejo de ancianos, que incluía tanto a hombres como a mujeres. Es muy posible que el posterior panteón sumerio se basara en esta estructura política. 
El período Jemdet Nasr, que generalmente se data entre el 3100 y el 2900 a. C. y sucede al período Uruk, es conocido como una de las etapas formativas en el desarrollo de la escritura cuneiforme. Las tablillas de arcilla más antiguas proceden de Uruk y datan de finales del cuarto milenio a. C., un poco antes que el periodo Jemdet Nasr. En la época del periodo Jemdet Nasr, la escritura ya había sufrido una serie de cambios significativos. Originalmente consistía en pictogramas, pero en la época del periodo Jemdet Nasr ya adoptaba diseños más simples y abstractos. También fue durante este periodo cuando la escritura adquirió su icónica apariencia en forma de cuña.
Las redes comerciales de Uruk comenzaron a expandirse a otras partes de Mesopotamia y hasta el Cáucaso septentrional, y empezaron a surgir fuertes signos de organización gubernamental y estratificación social, lo que condujo al Periodo dinástico temprano (c. 2900 a. C.). Tras el comienzo del periodo Dinástico Temprano, hubo un cambio en el control de las ciudades-estado desde el establecimiento del templo dirigido por el consejo de ancianos dirigido por un sacerdote "En" (una figura masculina cuando se trataba de un templo para una diosa, o una figura femenina cuando encabezada por un dios masculino) hacia un Lugal (Lu = hombre, Gal = grande) más secular. Entre los lugales se encontraban figuras patriarcales legendarias como Enmerkar, Lugalbanda y Gilgamesh, que supuestamente reinaron poco antes de que se abriera el registro histórico, alrededor del 2700 a. C., cuando comenzó a desarrollarse la escritura silábica a partir de los primeros pictogramas. El centro de la cultura sumeria permaneció en el sur de Mesopotamia, aunque los gobernantes pronto comenzaron a expandirse a las zonas vecinas. Los grupos semitas vecinos, incluidos los semitas de habla acadia (asirios, babilonios) que vivían junto a los sumerios en Mesopotamia, adoptaron gran parte de la cultura sumeria como propia. Los primeros zigurats comenzaron cerca del final del Período Dinástico Temprano, aunque los precursores arquitectónicos en forma de plataformas elevadas se remontan al período Ubaid. La Lista de Reyes Sumerios data de principios del segundo milenio a. C.. Consiste en una sucesión de dinastías reales de diferentes ciudades sumerias, que se remontan al Período Dinástico Temprano. Cada dinastía adquiere importancia y domina la región, para ser sustituida por la siguiente. El documento fue utilizado por reyes mesopotámicos posteriores para legitimar su gobierno. Aunque parte de la información de la lista puede contrastarse con otros textos, como documentos económicos, gran parte de ella es probablemente puramente ficticia, y su uso como documento histórico es limitado.
Eannatum, el rey sumerio de Lagash, estableció el primer imperio verificable de la historia en el año 2500 a. C. La vecina Elam, en el moderno Irán, también formó parte de las primeras urbanizaciones durante el periodo Calcolítico. Los estados elamitas se encontraban entre las principales fuerzas políticas del Oriente Antiguo próximo. La aparición de registros escritos elamitas en torno al año 3000 a. C. también es paralela a la historia sumeria, donde se han encontrado registros ligeramente anteriores. Durante el tercer milenio a. C., se desarrolló una simbiosis cultural muy íntima entre los sumerios y los acadios. El acadio sustituyó gradualmente al sumerio como lengua hablada en algún momento entre los milenios III y II a. C. El imperi acadio que se comunicaba con lenguas semíticas surgió hacia el 2350 A.C. liderado por Sargón el Grande.  El Imperio acadio alcanzó su apogeo político entre los siglos XXIV y XXII a. C.. Bajo Sargón y sus sucesores, la lengua acadia se impuso brevemente en los estados vecinos conquistados, como Elam y el pueblo gutiano. Tras la caída del Imperio acadio y el derrocamiento de los gutianos, se produjo una breve reafirmación del dominio sumerio en Mesopotamia bajo la Tercera Dinastía de Ur. Tras el colapso final de la hegemonía sumeria en Mesopotamia en torno al año 2004 a. C., el pueblo semítico acadio de Mesopotamia acabó fusionándose en dos grandes naciones de habla acadia: Asiria en el norte (cuyos primeros reyes datan del siglo XXV a. C.), y, unos siglos más tarde, Babilonia en el sur, ambas (Asiria en particular) formarían poderosos imperios entre los siglos XX y VI a. C.. Los sumerios fueron finalmente absorbidos por la población semítica asirio-babilónica.